# Mérion élégant
Malurus elegans
Vous lisez un « bon article » labellisé en 2010.
Espèce
Statut de conservation UICN

 LC  : Préoccupation mineure
Le Mérion élégant (Malurus elegans) est une espèce de passereaux de la famille des Maluridae. Il est sédentaire et endémique du Sud-Ouest de l'Australie-Occidentale.
Il présente un dimorphisme sexuel important. Le mâle, en période de reproduction, a un plumage fortement coloré, avec le sommet de la tête, les joues et le haut du dos d'un bleu-argenté iridescent, les épaules rouges contrastant avec la gorge noire, la queue et les ailes gris-brun et le ventre gris-pâle. Les mâles non-reproducteurs, les femelles et les jeunes ont un plumage essentiellement gris-brun, les mâles pouvant avoir quelques plumes bleues et noires. Il n'y a pas de sous-espèce connue. Similaires en apparence et étroitement liés, le Mérion de Lambert (Malurus lamberti) et le Mérion à gorge bleue (M. pulcherrimus) sont considérés comme des espèces distinctes car il n'existe aucune forme intermédiaire là où ces deux espèces cohabitent. Bien que le Mérion élégant soit localement commun, on observe une diminution de ses effectifs.
Le Mérion élégant est un oiseau essentiellement insectivore, son bec étroit et pointu étant adapté à ce régime. Il vit à l'abri des buissons des forêts tempérées humides dominées par le Karri (Eucalyptus diversicolor), restant proche du couvert pour éviter les prédateurs. Comme d'autres mérions, cette espèce se reproduit en collectivité, avec de petits groupes d'oiseaux chargés d'assurer la défense de petits territoires tout au long de l'année. Les groupes sont formés d'un couple monogame avec plusieurs oiseaux qui aident à élever les jeunes. Il y a une plus forte proportion d'aides femelles chez cette espèce que chez les autres espèces de mérions.
Ces oiseaux ont de nombreuses vocalisations et attitudes pour communiquer entre eux et pour faire la cour aux femelles. Le chant est utilisé pour signaler l'occupation du territoire et les oiseaux peuvent se reconnaître entre eux uniquement par le chant. Les mérions mâles arrachent des pétales jaunes et les présentent aux femelles pour leur faire la cour.

## Description

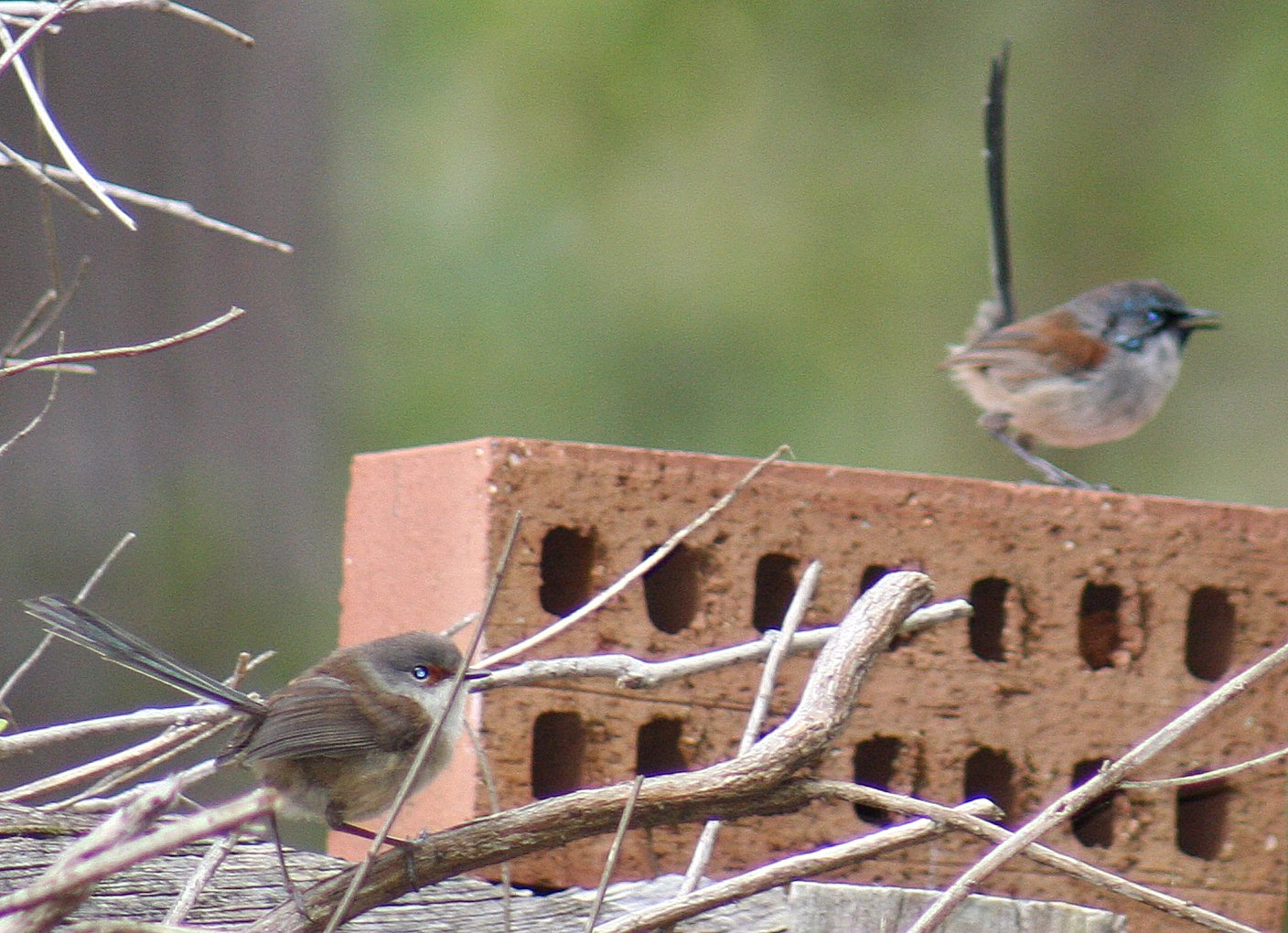
Couple de Mérions élégants, femelle au premier plan et mâle en arrière, en plumage d'éclipse.

Le Mérion élégant mesure 15 cm de long et pèse de 8 à 11 g. La queue mesure en moyenne 7,5 cm, une des plus longues du genre,. Le bec est relativement long, mesurant en moyenne 10 mm chez les mâles et 9,3 mm chez les femelles. Il est étroit et pointu et s'élargit fortement à la base. Plus large à la base qu'il n'est long, le bec à la même forme que celui des autres oiseaux insectivores.
Comme les autres mérions, le Mérion élégant est remarquable pour son dimorphisme sexuel marqué, les mâles portant en période de reproduction un plumage très voyant qui comporte un bleu argenté iridescent et un brun châtain contrastant avec le noir et le gris-brun du reste du corps. La couronne, les couvertures parotiques et le haut du dos très colorés sont particulièrement mis en valeur lors de la parade nuptiale. Le mâle reproducteur a la couronne, les oreilles et le haut du dos couverts d'un plumage gris-bleu, la gorge et la nuque sont bruns, les épaules rouge-brun, la queue et les ailes gris-brun et le ventre gris clair. Les mâles, hors période de reproduction, les femelles et les jeunes sont principalement gris-brun, bien que les mâles puissent conserver des traces de plumage bleu et noir. Tous les mâles ont le bec, l'anneau entourant les yeux et les lores noirs, alors que les femelles ont le bec noir, les lores roux et l'anneau autour des yeux gris pâle. Les mâles immatures développent leurs lores noirs dès l'âge de six semaines et, en général, ont un changement de plumage incomplet pendant la première saison de reproduction. Cela donne une apparence tachetée et désordonnée au plumage, avec un mélange de bleu et de gris des plumes sur la tête, de noir et de gris sur la poitrine. Les oiseaux nés au début de la saison de reproduction auront leur plumage nuptial avant ceux qui sont nés en fin de saison. La plupart n'auront un plumage de reproduction parfait que la deuxième année, bien que certains puissent l'obtenir dès la première.
Les deux sexes muent à l'automne après la période de reproduction, les mâles prenant un plumage plus neutre. Ils muent de nouveau en plumage nuptial en hiver ou au printemps. Les plumes du corps sont remplacées à chaque mue tandis que celles des ailes et de la queue le sont seulement au printemps mais elles peuvent être remplacées à tout moment si elles sont endommagées ou usées. La couleur bleue du plumage des mâles, surtout au niveau des parotiques, est très irisée en raison de la disposition aplatie et tordue des barbules. Le plumage bleu reflète aussi fortement les rayons ultraviolets, ce qui permet à l'animal d'être mieux vu par d'autres mérions car leur spectre de vision des couleurs va jusque dans ces longueurs d'onde.
Plusieurs mâles d'un même groupe peuvent avoir un plumage nuptial en même temps, mais on n'en connait pas la signification exacte : s'agit-il de mâles dominants ou de mâles capables de se  reproduire?

## Écologie et comportement

### Locomotion
Ce mérion se déplace le plus souvent par des sautillements, les deux pattes quittant le sol et se reposant en même temps mais il peut également courir, notamment lorsqu'il tente d'éloigner un prédateur de son nid. Il s'équilibre grâce à sa grande queue, qu'il tient généralement relevée à la verticale, et plus rarement à l'horizontale. Les ailes courtes et arrondies sont adaptées aux décollages brusques et à des vols courts, mais guère à des déplacements prolongés.

### Relations intra et interspécifiques

#### Relations intraspécifiques
Le Mérion élégant est une espèce d'oiseau qui niche selon un mode communautaire, avec un couple ou un petit groupe d'oiseaux maintenant et défendant son territoire tout au long de l'année. Ces territoires font en moyenne de 0,4 à 2,4 hectares environ dans les forêts de grands karris, mais sont plus petits dans les sous-bois denses des bords des cours d'eau. Le territoire est maintenu généralement suffisamment grand pour pouvoir subvenir aux besoins alimentaires du groupe lors des mauvaises années, ou accueillir de nouveaux membres après une bonne saison de reproduction. Les groupes vont de deux à neuf membres, avec une moyenne de quatre oiseaux, ce qui représente la moyenne la plus élevée de toutes les espèces de mérions étudiées à ce jour. On pense que cela est dû à la longue durée de vie de l'animal et à l'occupation de territoires particulièrement adaptés à leurs besoins. Bien que les taux de reproduction soient faibles, les jeunes oiseaux ont peu de place disponible pour s'installer. Les couples sont socialement monogames, et ne se séparent le plus souvent que lorsque l'un des partenaires meurt. Le survivant choisit alors un nouveau partenaire, souvent un autre oiseau du groupe. Bien que n'ayant pas été directement le sujet d'une étude sur la question, les mérions élégants semblent avoir une certaine liberté sexuelle, chaque partenaire réalisant des accouplements avec d'autres partenaires, en dehors du couple. Les aides sont beaucoup plus fréquemment femelles chez cette espèce que dans l'autre espèce de ce genre ayant fait l'objet d'une étude importante, le Mérion superbe. Plus de la moitié des couples ont au moins deux aides, souvent de jeunes femelles, qui nourrissent les oisillons et réduisent la charge de travail des reproductrices. Ces aides améliorent le taux de reproduction de l'espèce ; en effet, le nombre de jeunes qui passent l'année augmente alors de 1,3 à deux. Certains couples, aidés de jeunes mâles, peuvent aussi agrandir leur territoire.
La communication par battements d'ailes se retrouve dans plusieurs situations : les mérions baissent la tête et la queue, écartent et agitent les ailes et tiennent leur bec ouvert en silence. Cette communication peut être utilisée par les femelles, pour une réponse a priori favorable à la cour des mâles, par les juvéniles pour une demande de nourriture, ou par les jeunes aides à l'attention des oiseaux plus anciens.
Les communications vocales entre mérions sont surtout utilisées pour les échanges entre oiseaux d'un même groupe social et pour la défense d'un territoire, notamment pour en indiquer les limites. Les oiseaux sont capables de se reconnaître entre eux uniquement sur le chant, qui fait partie intégrante de l'identification des membres du groupe et du repérage des étrangers. Le chant de base, ou de type I, est un enchaînement de notes aiguës, durant de une à quatre secondes, au rythme de dix à vingt notes par seconde. Ce chant est employé par les mâles et les femelles, en particulier lorsqu'il y a un différend sur les frontières du territoire,. Le chant se produit le plus souvent à l'aube, de juste avant à juste après. Durant les périodes où les oiseaux s'alimentent, ils restent en contact les uns avec les autres par de doux et répétés si-si-si au ton décroissant, tandis qu'un fort tsit sert de cri d'alarme.

#### Relations interspécifiques
Les principaux prédateurs des œufs et oisillons sont le Cassican flûteur (Gymnorhina tibicen), les cassicans du genre Cracticus, le Kookaburra (Dacelo novaeguineae), les réveilleurs du genre Strepera, les corbeaux ou corneilles du genre Corvus ou les pitohuis du genre Colluricincla ainsi que des mammifères tels que le renard roux (Vulpes vulpes), le chat et le rat noir (Rattus rattus). Comme d'autres espèces de mérion, le Mérion élégant utilise la ruse pour éloigner les prédateurs des nids avec des jeunes oiseaux. Tout en s'éloignant rapidement du nid, en courant et non en sautillant, il tient la tête, le cou et la queue baissés, les ailes écartées et les plumes ébouriffées et lance en continu son cri d'alarme.
Les Mérions élégants sont rarement victimes de parasitisme de couvée mais on a observé quelque cas de parasitisme par le Coucou de Horsfield (Chrysococcyx basalis) et le Coucou à éventail (Cacomantis flabelliformis).

### Alimentation
Comme tous les mérions, le Mérion élégant passe la plus grande partie de ses journées à rechercher activement sa nourritureau sol, à proximité d'un abri. Il cherche ses proies dans les fougères (Pteridium esculentum) et les petits buissons, ainsi que dans la litière de feuilles mortes. Il pourra parfois monter dans les arbres, jusqu'à cinq mètres au-dessus du sol dans les sous-bois, en particulier à la fin de l'été et en automne, lorsque la chute des écorces d'eucalyptus révèle de grandes quantités de petits arthropodes. Toutefois, les oiseaux peuvent être victimes d'éventuels prédateurs et ces raids au-dessus du sol sont donc brefs. Le mérion consomme un vaste éventail de petits animaux, pour la plupart des insectes, consommant fourmis et coléoptères tout au long de l'année, et y ajoutant des araignées, des chenilles et des punaises pendant la saison de reproduction,. Au printemps et en été, les oiseaux sont actifs par périodes durant la journée et émettent des appels tout en se nourrissant. Les insectes sont nombreux et faciles à attraper, ce qui permet aux mérions de s'accorder des périodes de repos entre les périodes de chasse. Le groupe se réunit souvent pour se mettre à l'abri ou pour se reposer lors de la période chaude de la journée. Les proies sont plus difficiles à trouver au cours de l'hiver et les mérions sont obligés de passer toute la journée à la recherche de nourriture. Les fourmis, en particulier, sont une importante source de nourriture au cours de cette saison, et constituent alors une proportion beaucoup plus importante de leur alimentation.

### Reproduction
Comme chez d'autres mérions, on a vu des Mérions élégants mâles transporter des pétales aux couleurs vives pour les montrer à une femelle dans le cadre d'une parade nuptiale. Dans le cas de cette espèce, les pétales qui ont été observés étaient de couleur jaune ou, rarement, blancs. Les pétales peuvent être exhibés et présentés à la femelle soit dans le territoire du mâle, soit dans un autre territoire. L'« éventail facial » est un comportement communément considéré comme faisant partie du comportement agressif ou sexuel de l'oiseau ; il consiste en un hérissement des plumes bleues de la zone auriculaire. Les plumes bleu argenté du haut du dos jouent également un rôle dans la parade, de façon plus nette que chez d'autres espèces de mérions.
La saison de reproduction est plus courte que celle des autres mérions et s'étend d'octobre (rarement septembre) à décembre. Construit exclusivement par la femelle, le nid est généralement situé dans une épaisse végétation à environ 20 cm au-dessus du sol. Il s'agit d'une structure sphérique ou en forme de dôme, faite d'herbes et de toiles d'araignée tissées de façon aérée, avec une entrée latérale. L'intérieur peut être tapissé de fines herbes et à de brindilles provenant de Clematis pubescens et de Banksia grandis.
Il y a généralement une couvée par saison, rarement deux, la deuxième ayant lieu en moyenne 51 jours après la première. Une couvée est constituée de deux ou trois œufs mesurant 12 × 16 mm, en forme d'ovale fuselé, d'un blanc-crème mat, avec des taches et des points d'un brun rougeâtre. La femelle couve les œufs seule, par périodes d'une heure environ, temps au bout duquel le mâle l'appelle et où elle va sortir pour s'activer à rechercher de la nourriture pendant 15 à 30 minutes avant de revenir se poser sur les œufs. Sa longue queue est souvent devenue courbée, en raison de l'exiguïté du nid, et ce caractère temporaire est un bon indicateur de couvaison.
L'incubation dure de 14 à 15 jours, un jour de moins dans les secondes couvées et on estime que 94 % des œufs éclosent avec succès. Les oisillons nidicoles sont aveugles, nus, à peau rouge à la naissance. En un jour, leur peau s'assombrit et devient bleu-gris, témoignant de la présence sous-cutanée de leurs plumes qui se développent. Les premières plumes commencent à pointer à travers la peau au troisième jour et les yeux commencent à s'ouvrir au cinquième ; ils sont pleinement ouverts le lendemain. Les jeunes sont nourris et leurs sacs fécaux éliminés par tous les membres du groupe pendant 11 à 12 jours, durée au bout de laquelle ils ont acquis toutes leurs plumes, mais celles de la queue et des ailes ne sont pas complètement développées et ils ont beaucoup de peine à pouvoir voler.
Il faudra encore 10 jours pour que leurs ailes se développent pleinement, période au cours de laquelle ils resteront généralement bien cachés dans les environs du nid. Les parents et leurs aides nourriront encore les petits sur une période d'environ un mois après leur envol. Les jeunes oiseaux restent souvent dans le groupe familial comme aides pendant un an ou plus avant de passer dans un autre groupe. Ils atteignent leur maturité sexuelle à l'âge d'un an, mais les femelles ont tendance à ne pas se reproduire jusqu'à leur troisième année car les emplacements libres adaptés à la nidification sont rares. Les Mérions élégants sont rarement victimes de parasitisme de couvée mais on a observé quelque cas de parasitisme par le Coucou de Horsfield (Chrysococcyx basalis) et le Coucou à éventail (Cacomantis flabelliformis).

### Longévité
Le taux de survie annuelle des mérions est généralement élevé pour de petits oiseaux, et le Mérion élégant a le taux le plus élevé de tous les mérions, avec 78 % des mâles reproducteurs et 77 % des femelles reproductrices. Il n'est pas inhabituel pour le Mérion élégant d'atteindre 10 ans, et le record de longévité connu à ce jour est de 16 ans.

## Répartition et habitat

### Distribution géographique
Le Mérion élégant habite les régions les plus humides du Sud-Ouest de l'Australie-Occidentale, depuis la Moore River au nord de Perth jusque dans la région de Margaret River au sud et d'Albany à l'est. C'est un oiseau commun dans certaines zones de son aire de répartition mais il existe des preuves de son déclin, dû à l'assèchement des zones marécageuses,.

### Habitat
Il vit dans les sous-bois de karris (Eucalyptus diversicolor) et de jarrahs (Eucalyptus marginata). Les forêts anciennes paraissent moins favorables à son habitat, les oiseaux semblant être attirés par les zones broussailleuses après l'abattage des grands arbres. Les feux de forêts sont aussi une cause de la disparition des populations de Mérions élégants, l'oiseau ne réapparaissant dans une zone incendiée qu'après une période de deux ans. Les forêts de pins et d'autres espèces d'eucalyptus sont généralement impropres à son habitat, car elles n'ont pas de sous-bois.
Dans la forêt, le Mérion élégant apprécie surtout les vallons humides et les bords de rivières où poussent des touffes d'une Cyperaceae nommée Lepidosperma effusum. 
Aux frontières de son aire de répartition, se trouvent, au nord, le Mérion de Lambert et, à l'est, le Mérion à gorge bleue, mais ces deux dernières espèces occupent des régions de broussailles plus sèches, alors que le Mérion élégant ne vit que dans les forêts humides. L'absence de croisement entre eux renforce l'idée que les trois taxons sont bien des espèces distinctes.

## Systématique

### Taxonomie
Le Mérion élégant a été décrit officiellement pour la première fois par l'ornithologue John Gould en 1837. Le nom d'espèce vient du latin elegans signifiant « élégant ». Il avait situé l'espèce sur la côte est de l'Australie, mais a réalisé son erreur en voyant les collections rapportées ultérieurement par John Gilbert du Sud-Ouest de l'Australie. L'ornithologue amateur Gregory Mathews décrit en 1916 les oiseaux des forêts méridionales de karris comme une sous-espèce, sur la base du plumage plus sombre des femelles. Toutefois, il n'a pas été suivi par les autres ornithologistes et le consensus s'est fait sur l'absence de sous-espèce. En fait, au sein de l'espèce, il y a peu de variations dans la taille ou la couleur entre les populations ou les individus.
C'est l'une des 13 espèces du genre Malurus, connues communément sous le nom de mérions, rencontrées en Australie et dans les plaines de Nouvelle-Guinée. Dans le genre Malurus, il appartient à un groupe de quatre espèces très semblables, appelées collectivement mérions à épaules châtaines. Les trois autres sont le Mérion ravissant (M. amabilis) du cap York, le Mérion de Lambert (M. Lamberti) dispersé sur la plus grande partie du continent, et le Mérion à gorge bleue (M. pulcherrimus) vivant dans le sud de l'Australie-Occidentale et la péninsule d'Eyre. Des études moléculaires ont montré que le Mérion à gorge bleue était le parent le plus proche du Mérion élégant.
Comme les autres mérions, le Mérion élégant n'est pas apparenté avec les troglodytes. Au départ, on croyait le mérion membre d'une famille d'oiseaux de l'Ancien Monde, comme les Muscicapidae ou les Sylviidae avant d'être placé dans la nouvelle famille des Maluridae en 1975. Plus récemment, une analyse d'ADN a montré que leur famille était apparentée aux Meliphagidae, aux Pardalotidae et aux Petroicidae (merles australiens) dans une superfamille : les Meliphagoidea,.

### Histoire évolutive
Pour un article plus général, voir Histoire naturelle de l'Australie.
Dans sa monographie de 1982, l'ornithologue Richard Schodde propose une théorie sur l'origine nordique du groupe des mérions à épaules châtaines, en raison de la présence de diverses espèces dans le nord et de leur absence dans le sud-est du continent. Selon lui, les ancêtres des mérions ont migré vers le sud et colonisé le sud-ouest au cours d'une période plus chaude et humide, il y a environ deux millions d'années, à la fin du Pliocène ou au début du Pléistocène. Par la suite, des conditions climatiques plus fraîches et plus sèches se sont accompagnées d'une réduction de la taille de l'habitat et d'une fragmentation des populations. Le groupe du sud-ouest a donné naissance au Mérion élégant tandis que celui du nord-ouest du continent est devenu le Mérion de Lambert. Une période plus chaude et plus humide a de nouveau autorisé des oiseaux à se propager vers le sud. Le groupe qui s'est alors formé et qui occupe le sud de l'Australie centrale et la péninsule d'Eyre, est à l'origine du Mérion à gorge bleue. Une période plus froide va isoler le groupe et le faire ainsi évoluer vers une espèce distincte. Enfin, après la fin de la dernière période glaciaire, il y a 12 000-13 000 ans, le Mérion de Lambert va une nouvelle fois migrer vers le sud. Il en a résulté des chevauchements des territoires de chacune des trois espèces. D'autres études moléculaires pourraient devoir faire modifier cette théorie.

### Source
- (en) Cet article est partiellement ou en totalité issu de l’article de Wikipédia en anglais intitulé « Red-winged Fairywren » (voir la liste des auteurs).

### Autres références
1. ↑  Union internationale pour la conservation de la nature
2. ↑  (en) K. Simpson, N. Day et P. Trusler, Field Guide to the Birds of Australia, Ringwood, Victoria, Viking O'Neil, 1993, 392 p. (ISBN 0-670-90478-3).
3. ↑  (en) R.D. Wooller, « Bill size and shape in honeyeaters and other small insectivorous birds in Western Australia », Australian Journal of Zoology, vol. 32,‎ 1984, p. 657–62.
4. ↑  (en) EM Russell, I Rowley, RJ Brown et M.N. Brown, « Acquisition of nuptial plumage in the Red-winged Fairy-wren Malurus elegans », Corella, vol. 15,‎ 1991, p. 125–33.
5. ↑  (en) A.T.D. Bennett et I.C. Cuthill, « Ultraviolet vision in birds : what is its function? », Vision Research, vol. 34, no 11,‎ 1994, p. 1471–78 (PMID 8023459, DOI 10.1016/0042-6989(94)90149-X)
6. 1 2 3 4  (en) I. Rowley, E.M. Russell, R.B. Payne et L.L. Payne, « The ecology and breeding biology of the Red-winged Fairy-wren Malurus elegans », Emu, vol. 88,‎ 1988, p. 161–76.
7. ↑  (en) RB Payne, LL Payne, I Rowley et EM Russell, « Social recognition and response to song in cooperative Red-winged Fairy-wrens », Auk, vol. 108,‎ 1991, p. 811–19.
8. ↑  (en) RD Wooller et MC Calver, « Feeding segregation within an assemblage of small birds in the karri forest understorey », Australian Wildlife Research, vol. 8,‎ 1981, p. 401–10.
9. ↑  (en) I. Rowley, « Petal Carrying by Fairy-wrens of the genus Malurus », Australian Bird Watcher, vol. 14,‎ 1991, p. 75–81.
10. ↑  G Beruldsen, Australian Birds : Their Nests and Eggs, Kenmore Hills, Qld, self, 2003 (ISBN 0-646-42798-9), p. 279–80.
11. ↑  (en) J. Flegg et S. Madge, Birds of Australia, Kenthurst, NSW, New Holland Press, 1995 (ISBN 1-85368-353-1).
12. ↑  (en) P.J. Higgins, J.M. Peter et W.K. Steele, Handbook of Australian, New Zealand & Antarctic Birds, vol. 5 : Tyrant-flycatchers to Chats, Victoria, Oxford University Press, 2001, 1269 p. (ISBN 0-19-553258-9).
13. ↑  (en) P. Wade (dir.), Every Australian Bird Illustrated, Rigby, 1977 (ISBN 0-7270-0009-8), p. 191.
14. ↑  (en) MR Williams, I Abbott, GL Liddelow, C Vellios, IB Wheeler et AF Mellican, « Recovery of bird populations after clearfelling of tall open eucalypt forest in Western Australia », Journal of Applied Ecology, vol. 38,‎ 2001, p. 910-20 (DOI 10.1046/j.1365-2664.2001.00645.x, lire en ligne [PDF], consulté le 25 décembre 2007).
15. ↑  (en) PE Christensen et PC Kimber, « Effects of prescribed burning on the flora and fauna of south-west Australian forest », Proceedings of the Ecological Society of Australia, vol. 9,‎ 1975, p. 85-106.
16. ↑  (en) J. Gould, The Birds of Australia and the adjacent islands, Part 1, Londres, J. Gould, 1837.
17. ↑  (en) GM Mathews, « List of additions of new subspecies to, and changes to, my list of the birds of Australia », Austral. Avian Record, vol. 3,‎ 1916, p. 25–68.
18. 1 2 3  Schodde R (1982) The fairy-wrens: a monograph of the Maluridae. Lansdowne Editions, Melbourne.
19. ↑  (en) L Christidis et R. Schodde, « Relationships within the Australo-Papuan Fairy-wrens (Aves: Malurinae): an evaluation of the utility of allozyme data », Australian Journal of Zoology, vol. 45, no 2,‎ 1997, p. 113–129 (DOI 10.1071/ZO96068, résumé).
20. ↑  R. Schodde, Interim List of Australian Songbirds, Melbourne, RAOU, 1975.
21. ↑  (en) FK Barker, GF Barrowclough et JG Groth, « A phylogenetic hypothesis for passerine birds; Taxonomic and biogeographic implications of an analysis of nuclear DNA sequence data », Proc. R. Soc. Lond. B, vol. 269,‎ 2002, p. 295–308.
22. ↑  (en) FK Barker, A Cibois, P. Schikler, J. Feinstein et J. Cracraft, « Phylogeny and diversification of the largest avian radiation », Proc. Natl. Acad. Sci. USA, vol. 101, no 30,‎ 2004, p. 11040–11045 (lire en ligne [PDF], consulté le 12 octobre 2007).

### Rowley & Russell
1. 1 2 3 4 5 6 7 8  Rowley & Russell, p. 173
2. ↑  Rowley & Russell, p. 36
3. ↑  Rowley & Russell, p. 43-44
4. ↑  Rowley & Russell, p. 172–73
5. ↑  Rowley & Russell, p. 45
6. ↑  Rowley & Russell, p. 44
7. ↑  Rowley & Russell, p. 46
8. 1 2  (en) Rowley & Russell (1997), p. 42
9. ↑  (en) Rowley & Russell (1997), p. 41
10. 1 2 3 4 5 6 7  Rowley & Russell, p. 175
11. ↑  Rowley & Russell, p. 58
12. ↑  Rowley & Russell, p. 56
13. ↑  Rowley & Russell, p. 93
14. ↑  Rowley & Russell, p. 94
15. ↑  Rowley & Russell, p. 99
16. ↑  Rowley & Russell, p. 77
17. ↑  Rowley & Russell, p. 63
18. ↑  Rowley & Russell, p. 65–66
19. ↑  Rowley & Russell, p. 66
20. ↑  Rowley & Russell, p. 121
21. ↑  Rowley & Russell, p. 61–62
22. ↑  Rowley & Russell, p. 49–52
23. ↑  Rowley & Russell, p. 75
24. ↑  Rowley & Russell, p. 76
25. ↑  Rowley & Russell, p. 91
26. ↑  Rowley & Russell, p. 116
27. ↑  Rowley & Russell, p. 117
28. ↑  Rowley & Russell, p. 175–76
29. ↑  Rowley & Russell, p. 176
30. ↑  Rowley & Russell, p. 128-29
31. ↑  Rowley & Russell, p. 130
32. ↑  Rowley & Russell, p. 134
33. ↑  Rowley & Russell, p. 164
34. ↑  Rowley & Russell, p. 40–41
35. ↑  Rowley & Russell, p. 143
36. ↑  Rowley & Russell, p. 159